# Circuit de Spa-Francorchamps

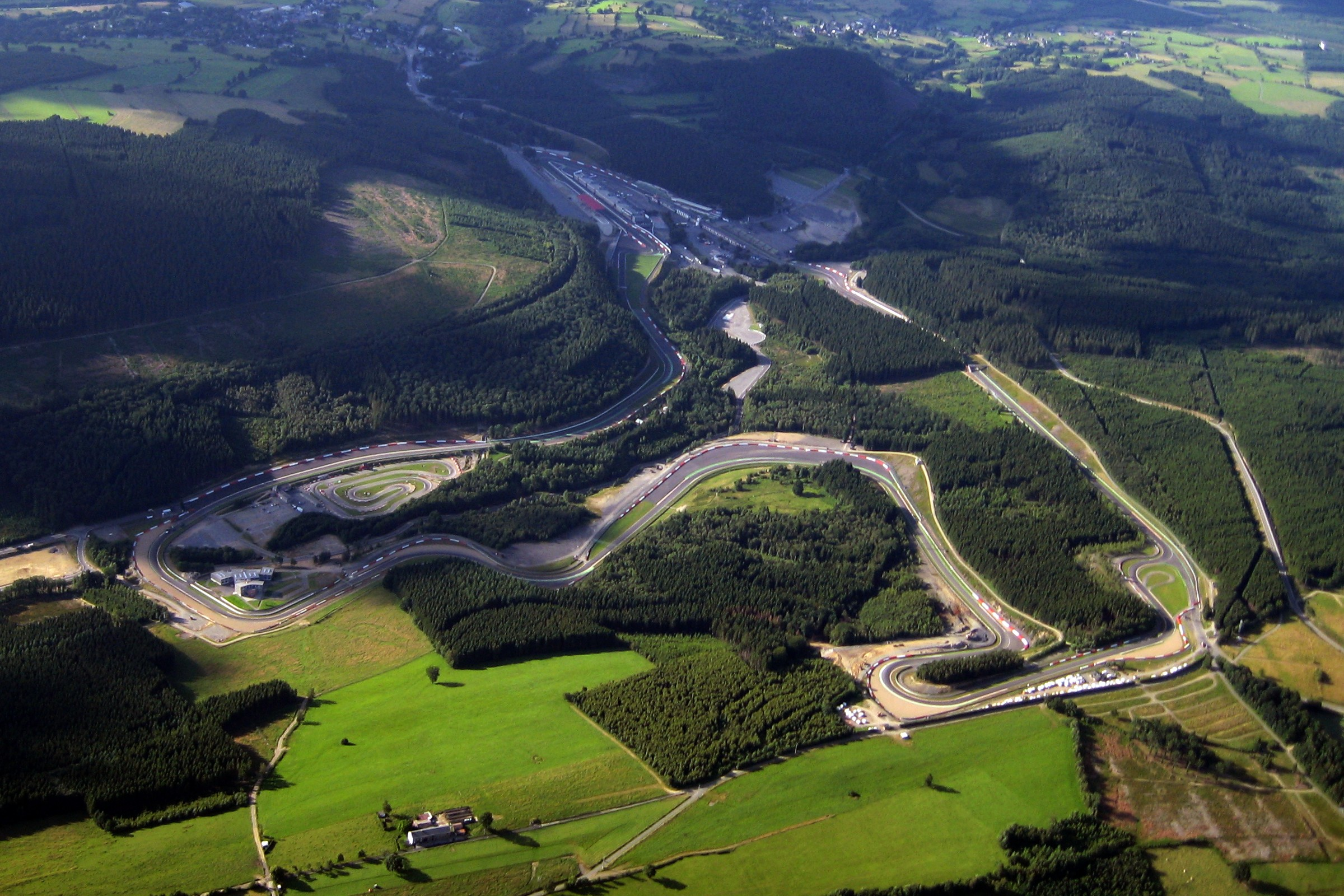
Widok na tor z lotu ptaka

Circuit de Spa-Francorchamps – tor wyścigowy znajdujący się w Stavelot.

## Historia

### Przed II wojną światową
Pierwotna, 15-kilometrowa wersja, składająca się z połączonych odcinków dróg publicznych, została zaprojektowana przez Jules’a de Thier. Tor został zainaugurowany przez motocyklistów w 1922 roku, a dwa lata później po raz pierwszy zorganizowano tu 24-godzinny wyścig w Spa. Jest to drugi po Le Mans rozgrywany do dziś wyścig wytrzymałościowy. Pierwszy międzynarodowy wyścig dla bolidów jednomiejscowych po raz pierwszy rozegrano na torze Spa-Francorchamps w 1925 roku. W imprezie tej wzięło udział siedem samochodów, a zwycięstwo odniósł słynny kierowca Alfy Romeo, Antonio Ascari, ojciec późniejszego dwukrotnego mistrza świata, Alberto. Od połowy lat dwudziestych do rozpoczęcia II wojny światowej królowały tu wyścigi motocyklowe, 24-godzinny wyścig wytrzymałościowy, a także Grand Prix Belgii. Tuż przed wybuchem wojny obiekt ten wzbogacił się o nowy zakręt, Raidillon, który zastąpił wolny fragment toru w okolicy Eau Rouge. W ten sposób powstała słynna kombinacja dwóch bardzo szybkich zakrętów Eau Rouge i Raidillon, wyróżniająca się gwałtowną zmianą elewacji. Do dziś stanowi ona największą atrakcję toru. Po tej zmianie Spa stał się jeszcze szybszy, choć i tak był już najszybszym, obok Monzy torem wyścigowym w Europie.

### Po II wojnie światowej
Po siedmioletniej przerwie, spowodowanej zmaganiami wojennymi, wyścigi powróciły na tor Spa-Francorchamps w 1947 roku. Sukcesy zaczęła wówczas odnosić następna generacja wspaniałych kierowców, takich jak Alberto Ascari, Juan Manuel Fangio, czy Jim Clark, który w latach 60. triumfował tu aż cztery razy z rzędu. Wkrótce jednak postęp techniczny i związany z nim wzrost prędkości bolidów spowodował, iż tor ten stał się wręcz zbyt szybki i co za tym idzie bardzo niebezpieczny.
W 1960 roku podczas weekendu Grand Prix zginęło dwóch brytyjskich kierowców: Chris Bristow i Alan Stacey, a dwaj inni: Stirling Moss i Michael Taylor zostali poważnie ranni. W międzyczasie do listy prestiżowych imprez na torze Spa dołączył wyścig na 1000 km, w którym aż pięciokrotnie triumfował lokalny kierowca, Jacky Ickx. Ze względu na wątpliwości dotyczące bezpieczeństwa, Grand Prix Belgii została usunięta z kalendarza wyścigów Formuły 1 w 1969 roku. W trakcie dwuletniej przerwy dokonano pewnych zmian, mających na celu poprawę bezpieczeństwa. Na niewiele się to jednak zdało, zresztą trudno było zapewnić bezpieczeństwo na tak długiej trasie, biegnącej niejednokrotnie blisko zabudowań. W tej sytuacji po 1970 roku zaprzestano rozgrywania wyścigów Formuły 1 na tym obiekcie. Po kolejnej rocznej przerwie Grand Prix Belgii przez krótki czas rozgrywana była na torach Nivelles i Zolder, a od 1975 już tylko na Zolder. Tymczasem w Spa nadal odbywały się inne wyścigi, w których dochodziło do groźnych wypadków, aż w końcu zapadła decyzja o gruntownej przebudowie tego obiektu.
Pomysłodawcy nowego projektu chcieli przynajmniej częściowo zachować dotychczasowy charakter toru w Spa – zdecydowali się na zastąpienie najbardziej niebezpiecznego odcinka pomiędzy Les Combes i Blanchimont nową, znacznie krótszą sekcją – reszta toru pozostała natomiast w zasadzie bez zmian. Inauguracja nowej wersji Spa-Francorchamps nastąpiła w 1979 roku, ale na powrót Formuły 1 trzeba było czekać aż do 1983 roku.
Był to jednak trwały powrót, zakłócony jak dotąd tylko w 2003 roku, kiedy to ze względu na wprowadzenie zakazu reklamy wyrobów tytoniowych, Grand Prix Belgii została na jeden rok usunięta z kalendarza wyścigów Formuły 1. Na szczęście udało się jakoś zaradzić tej sytuacji i skończyło się tylko na dwuletniej przerwie. Najwięcej zwycięstw na Spa-Francorchamps odniósł Michael Schumacher, który debiutował tu w sezonie 1991. Charakterystyczną cechą toru jest bardzo zmienna pogoda, która niejednokrotnie ustalała wyniki wyścigów. Właśnie przez pogodę w sezonie F1 1998 doszło na tym torze do karambolu, w którym uczestniczyło 13 samochodów. W 1994 roku po wypadku Ayrtona Senny na torze Imola wprowadzono kilka zmian, przebudowano szykanę Eau Rouge, a w 2007 roku zmodyfikowano szykanę Bus Stop. Z tego powodu nie odbył się wyścig w 2006 roku.
W 2015 roku kontrakt na organizację Grand Prix został przedłożony do 2018 roku.

## Zwycięzcy Grand Prix Belgii Formuły 1 na torze Spa-Francorchamps
| Sezon |  | Kierowca           | Zespół             |        |
| ----- |  | ------------------ | ------------------ | ------ |
| 2024  |  | Lewis Hamilton     | Mercedes           | Wyniki |
| 2023  |  | Max Verstappen     | Red Bull-RBPT      | Wyniki |
| 2022  |  | Max Verstappen     | Red Bull-RBPT      | Wyniki |
| 2021  |  | Max Verstappen     | Red Bull-Honda     | Wyniki |
| 2020  |  | Lewis Hamilton     | Mercedes           | Wyniki |
| 2019  |  | Charles Leclerc    | Ferrari            | Wyniki |
| 2018  |  | Sebastian Vettel   | Ferrari            | Wyniki |
| 2017  |  | Lewis Hamilton     | Mercedes           | Wyniki |
| 2016  |  | Nico Rosberg       | Mercedes           | Wyniki |
| 2015  |  | Lewis Hamilton     | Mercedes           | Wyniki |
| 2014  |  | Daniel Ricciardo   | Red Bull-Renault   | Wyniki |
| 2013  |  | Sebastian Vettel   | Red Bull-Renault   | Wyniki |
| 2012  |  | Jenson Button      | McLaren-Mercedes   | Wyniki |
| 2011  |  | Sebastian Vettel   | Red Bull-Renault   | Wyniki |
| 2010  |  | Lewis Hamilton     | McLaren-Mercedes   | Wyniki |
| 2009  |  | Kimi Räikkönen     | Ferrari            | Wyniki |
| 2008  |  | Felipe Massa       | Ferrari            | Wyniki |
| 2007  |  | Kimi Räikkönen     | Ferrari            | Wyniki |
| 2005  |  | Kimi Räikkönen     | McLaren-Mercedes   | Wyniki |
| 2004  |  | Kimi Räikkönen     | McLaren-Mercedes   | Wyniki |
| 2002  |  | Michael Schumacher | Ferrari            | Wyniki |
| 2001  |  | Michael Schumacher | Ferrari            | Wyniki |
| 2000  |  | Mika Häkkinen      | McLaren-Mercedes   | Wyniki |
| 1999  |  | David Coulthard    | McLaren-Mercedes   | Wyniki |
| 1998  |  | Damon Hill         | Jordan-Mugen-Honda | Wyniki |
| 1997  |  | Michael Schumacher | Ferrari            | Wyniki |
| 1996  |  | Michael Schumacher | Ferrari            | Wyniki |
| 1995  |  | Michael Schumacher | Benetton-Renault   | Wyniki |
| 1994  |  | Damon Hill         | Williams-Renault   | Wyniki |
| 1993  |  | Damon Hill         | Williams-Renault   | Wyniki |
| 1992  |  | Michael Schumacher | Benetton-Ford      | Wyniki |
| 1991  |  | Ayrton Senna       | McLaren-Honda      | Wyniki |
| 1990  |  | Ayrton Senna       | McLaren-Honda      | Wyniki |
| 1989  |  | Ayrton Senna       | McLaren-Honda      | Wyniki |
| 1988  |  | Ayrton Senna       | McLaren-Honda      | Wyniki |
| 1987  |  | Alain Prost        | McLaren-TAG        | Wyniki |
| 1986  |  | Nigel Mansell      | Williams-Honda     | Wyniki |
| 1985  |  | Ayrton Senna       | Lotus-Renault      | Wyniki |
| 1983  |  | Alain Prost        | Renault            | Wyniki |
| 1970  |  | Pedro Rodriguez    | BRM                | Wyniki |
| 1968  |  | Bruce McLaren      | McLaren-Ford       | Wyniki |
| 1967  |  | Dan Gurney         | Eagle-Weslake      | Wyniki |
| 1966  |  | John Surtees       | Ferrari            | Wyniki |
| 1965  |  | Jim Clark          | Lotus-Climax       | Wyniki |
| 1964  |  | Jim Clark          | Lotus-Climax       | Wyniki |
| 1963  |  | Jim Clark          | Lotus-Climax       | Wyniki |
| 1962  |  | Jim Clark          | Lotus-Climax       | Wyniki |
| 1961  |  | Phil Hill          | Ferrari            | Wyniki |
| 1960  |  | Jack Brabham       | Cooper-Climax      | Wyniki |
| 1958  |  | Tony Brooks        | Vanwall            | Wyniki |
| 1956  |  | Peter Collins      | Ferrari            | Wyniki |
| 1955  |  | Juan Manuel Fangio | Mercedes-Benz      | Wyniki |
| 1954  |  | Juan Manuel Fangio | Mercedes-Benz      | Wyniki |
| 1953  |  | Alberto Ascari     | Ferrari            | Wyniki |
| 1952  |  | Alberto Ascari     | Ferrari            | Wyniki |
| 1951  |  | Giuseppe Farina    | Alfa Romeo         | Wyniki |
| 1950  |  | Juan Manuel Fangio | Alfa Romeo         | Wyniki |